# Hesperinus imbecillus
Hesperinus imbecillus is een muggensoort uit de familie van de Hesperinidae. De wetenschappelijke naam van de soort is voor het eerst geldig gepubliceerd in 1858 door Loew.